# Кахиашвили, Кахи Тамазович
Кахи Кахиашвили (груз. კახი კახიაშვილი; род. 13 июля 1969, Цхинвали), также известный как Акакиос Какиашвилис (греч. Ακάκιος Κακιασβίλης) — советский, грузинский и греческий тяжелоатлет, трёхкратный олимпийский чемпион, трёхкратный чемпион мира, четырехкратный чемпион Европы.

## Биография
Кахи Кахиашвили начал заниматься спортом в 1980 году под руководством тренера И. С. Грикурова. Важнейшим этапом в жизни как спортсмена, так и наставника стал переезд в Ростов-на-Дону. Здесь талантливому атлету были созданы все условия для системной и качественной подготовки. И он доказал, что имеет полное право на место в Объединённой команде, отправившейся в 1992 году на Олимпийские игры в Барселону. Там Кахи Кахиашвили завоевал свою первую золотую медаль. Во время церемонии награждения грузинский спортсмен не поднялся на высшую ступень пьедестала до тех пор, пока организаторы не изменили надпись на табло вместо «России» на «Грузию». После Олимпиады он год выступал за вновь образованное государство Грузия.
Однако уже в 1994 году после чемпионата Европы Кахи Кахиашвили эмигрировал в Грецию и до конца своей спортивной карьеры представлял эту страну под именем Акакиос Какиашвилис. После выигрыша второй золотой олимпийской медали в Атланте, он сказал: «первую из двух моих золотых медалей я выиграл для Грузии, где я родился и жил в течение 23 лет; но я также очень хотел выиграть ещё одну медаль для Греции, страны, которую я люблю, и где живу сейчас я и мои родители».
В 2006 году Кахи Кахиашвили было предоставлено грузинское гражданство, решение о котором принимал лично президент Грузии Михаил Саакашвили. В 2010 году включён в Зал славы тяжёлой атлетики.

## Спортивная карьера
| Олимпийские игры  |                  |                      |           |           |           |                |
| Год               | Место проведения | Представительство    | Категория | Результат | Сумма, кг | Рывок + толчок |
| 1992              | Барселона        | Объединённая команда | до 90 кг  | чемпион   | 412,5     | 177,5 + 235    |
| 1996              | Атланта          | Греция               | до 99 кг  | чемпион   | 420       | 185 + 235      |
| 2000              | Сидней           | Греция               | до 94 кг  | чемпион   | 405       | 185 + 220      |
| 2004              | Афины            | Греция               | до 94 кг  | -         | —         | 180 + -        |
| Чемпионаты мира   |                  |                      |           |           |           |                |
| 1993              | Мельбурн         | Грузия               | до 91 кг  | 2-е место | 402,5     | 180 + 222,5    |
| 1994              | Стамбул          | Греция               | до 91 кг  | 2-е место | 397,5     | 177,5 + 220    |
| 1995              | Гуанчжоу         | Греция               | до 99 кг  | чемпион   | 410       | 182,5 + 227,5  |
| 1998              | Лахти            | Греция               | до 94 кг  | чемпион   | 400       | 180 + 220      |
| 1999              | Афины            | Греция               | до 94 кг  | чемпион   | 412,5     | 188 + 225      |
| Чемпионаты Европы |                  |                      |           |           |           |                |
| 1992              | Сексард          | Объединённая команда | до 90 кг  | чемпион   | 400       | 175 + 225      |
| 1993              | София            | Грузия               | до 91 кг  | чемпион   | 402,5     | 180 + 222,5    |
| 1994              | Соколов          | Грузия               | до 91 кг  | 2-е место | 400       | 180 + 220      |
| 1995              | Варшава          | Греция               | до 91 кг  | чемпион   | 407,5     | 180 + 227,5    |
| 1996              | Ставангер        | Греция               | до 99 кг  | чемпион   | 392,5     | 170 + 222,5    |
| 1998              | Риза             | Греция               | до 94 кг  | 3-е место | 380       | 172,5 + 207,5  |
| 1999              | Ла-Корунья       | Греция               | до 94 кг  | 2-е место | 402,5     | 177,5 + 225    |

За время спортивной карьеры установил 8 мировых рекордов (2 за Грузию, 6 за Грецию). Рекорд в рывке — 188 кг является действующим с 1999 года. Рекорд по сумме двоеборья — 412,5 кг, установленный в то же время, продержался более 12 лет и был улучшен Ильей Ильиным (Казахстан) на Олимпийских играх в 2012 году в Лондоне.

## Награды
- Президентский орден «Сияние» (Грузия)